# Кузьма Кричевиць
Кузьма Кричевиць — діяч київського магістрату, війт Києва у 1733—1734 роках.

## Життєпис
Походив із заможної купецької родини Києва — Якимовичів. Ймовірно був нащадком київського полковника Івана Якимовича. Замолоду разом зі старшим братом Романом займався торгівлею з Австрією та Річчю Посполитою. За невідомих обставин дістав прізвисько Кричевиць. У 1709 році його пограбували російські солдати, які забрали 52 коней, нібито зі шляхетною метою переслідування шведів. 20 березня 1719 року гетьман Іван Скоропадський видав у Глухові універсал Кузьмі Кричевцю, в якому «рейментарско» брав під опіку київського купця, відсуваючи термін сплати його боргу перед кредиторами на два роки. В універсалі зазначено, що «онъ здавна в статечному пребываючи обхожденіи не и чрез марнотратство якоє пришол в своєм имѣніи до скудоти, лечь Божиім допущеним чрез выраженъныє разніє случаи знатную на оном понеслъ шкоду и утрату».
У 1720-х роках був бурмистром. 1 червня 1726 року подав у Колегію іноземних справ прохання, в якому просив розібратися у всіх цих справах, що стосуються пограбувань його з покійним братом товарів, з метою принагідно залучити до цього цісарського міністра — австрійського посла графа Франца-Карла фон Вратислава, який тоді перебував при російському імператорському дворі. 1727 року від імені київського купецтва спрямував супліку гетьману Данилу Апостолу стосовно незаконності нових мит в Києві, які впровадила російська військова адміністрація. 1728 року звертався до Колегії з приводу повернення або відшкодування майна, а 1730 року — до імператора Петра II.
У 1731 та 1733 роках з огляду на хворобу війта Полоцького за універсалами гетьмана Данила Апостола обіймав посаду субделегата, опікувався скарбницею та податками магістрату. У 1733 році після смерті війта Дмитра Полоцького за підтримки гетьмана Данила Апостола розпочав боротьбу за посаду. Його конкурентом був Василь Биковський, син колишнього військовика Федора Биковського (його підтримували генерал-губернатор Йоган-Бернгар фон Вейсбах і генерал Семен Наришкін). Зрештою переміг Кричевиць, якого в 1734 році на посаді війта затвердив Сенат. Втім, того ж року рішенням імператриці Анни Іоанівни Кузьму Кричевця скинуто з війтівства, а замість нього наказано обрати росіянина. Проте новим війтом став український міщанин Павло Войнич.
Надалі намагався протистояти війту, спираючись на підтримку Генеральної військової канцелярії. Після 1735 року про діяльність Кузьми Кричевця нічого невідомо.